# Bellura vulnifica
Bellura vulnifica là một loài bướm đêm trong họ Noctuidae.